# EHF-Pokal der Frauen 2018/19
Am EHF-Pokal 2018/19 nahmen Handball-Vereinsmannschaften teil, die sich in der vorangegangenen Saison in ihren Heimatländern sowohl über die Platzierung in der heimischen Liga als auch über den nationalen Pokalwettbewerb für den Wettbewerb qualifiziert haben. Die ungarische Mannschaft Siófok KC gewann erstmals den EHF-Pokal. Titelverteidiger war die rumänische Mannschaft SCM Craiova.

## Modus
Zu Beginn gab es drei Qualifikationsrunden jeweils mit Hin- und Rückspielen. Darauf folgte eine Gruppenphase mit 16 Mannschaften, wovon 12 Teams aus den Qualifikationsrunden stammten und vier, die den letzten Platz in der ersten Gruppenphase der Champions League belegten. Diese spielten in vier Gruppen mit je vier Mannschaften jeder gegen jeden je zweimal gegeneinander. Die ersten beiden Mannschaften jeder Gruppe qualifizierten sich für das Viertelfinale, ab dem wieder in K.o.-Runden mit Hin- und Rückspielen gespielt wurde bis zu den Endspielen.

## Runde 1
Es nahmen 28 Mannschaften an der 1. Runde teil.
Die Auslosung der 1. Runde fand am 17. Juli 2018 in Wien statt.
Die Hin- und Rückspiele fanden an den Wochenenden 8.–9. sowie 15.–16. September 2018 statt.

### Qualifizierte Teams
| - UHC Stockerau - HC Azərsu - HŽRK Grude - BNTU-BelAS Minsk - Youth Union Athienou - DHC Slavia Prag - TuS Metzingen - Viborg HK - Mecalia Atlético Guardés - Paris 92 - RK Lokomotiva Zagreb - GVM Europe-Vác - Maccabi Arazim Ramat gan - KH Shqiponja | - Handball Käerjeng - ŽRK Metalurg - OTTO Work Force/VOC Amsterdam - Morrenhof Jansen Dalfsen - Fredrikstad BK - Zagłębie Lubin - Swesda Swenigorod - IUVENTA Michalovce - LC Brühl Handball - LK Zug - Spono Eagles - H 65 Höör - Kastamonu Belediyesi GSK - Halytschanka |

### Ausgeloste Spiele und Ergebnisse
| Mannschaft 1                             | Mannschaft 2                          | Hinspiel             | Rückspiel            | Gesamt  |
| ---------------------------------------- | ------------------------------------- | -------------------- | -------------------- | ------- |
| Zagłębie Lubin Buklarewicz, Grzyb 7      | HC Azərsu Tschaplygina 13             | 15.09.2018 17:00 Uhr | 16.09.2018 16:00 Uhr | 57 : 47 |
| Zagłębie Lubin Buklarewicz, Grzyb 7      | HC Azərsu Tschaplygina 13             | 27 : 21 (14 : 06)    | 30 : 26 (19 : 10)    | 57 : 47 |
| Zagłębie Lubin Buklarewicz, Grzyb 7      | HC Azərsu Tschaplygina 13             | 988 Zuschauer        | 530 Zuschauer        | 57 : 47 |
| ŽRK Metalurg Gulicoska 6                 | Paris 92 Pintea 10                    | 08.09.2018 16:30 Uhr | 09.09.2018 16:30 Uhr | 26 : 64 |
| ŽRK Metalurg Gulicoska 6                 | Paris 92 Pintea 10                    | 15 : 31 (04 : 17)    | 11 : 33 (10 : 15)    | 26 : 64 |
| ŽRK Metalurg Gulicoska 6                 | Paris 92 Pintea 10                    | 500 Zuschauer        | 300 Zuschauer        | 26 : 64 |
| Swesda Swenigorod Nikitina 11            | LK Zug Scherer 9                      | 08.09.2018 17:00 Uhr | 16.09.2018 17:00 Uhr | 58 : 47 |
| Swesda Swenigorod Nikitina 11            | LK Zug Scherer 9                      | 30 : 24 (14 : 14)    | 28 : 23 (13 : 14)    | 58 : 47 |
| Swesda Swenigorod Nikitina 11            | LK Zug Scherer 9                      | 350 Zuschauer        | 350 Zuschauer        | 58 : 47 |
| OTTO Work Force/VOC Amsterdam de Haze 11 | IUVENTA Michalovce Wollingerová 13    | 08.09.2018 17:30 Uhr | 09.09.2018 17:30 Uhr | 50 : 67 |
| OTTO Work Force/VOC Amsterdam de Haze 11 | IUVENTA Michalovce Wollingerová 13    | 24 : 37 (13 : 20)    | 26 : 30 (10 : 17)    | 50 : 67 |
| OTTO Work Force/VOC Amsterdam de Haze 11 | IUVENTA Michalovce Wollingerová 13    | 1.000 Zuschauer      | 1.000 Zuschauer      | 50 : 67 |
| Viborg HK Høgdahl, Nørgaard 12           | Halytschanka Sawtschyn 11             | 15.09.2018 16:00 Uhr | 16.09.2018 14:00 Uhr | 66 : 44 |
| Viborg HK Høgdahl, Nørgaard 12           | Halytschanka Sawtschyn 11             | 33 : 22 (16 : 08)    | 33 : 22 (14 : 10)    | 66 : 44 |
| Viborg HK Høgdahl, Nørgaard 12           | Halytschanka Sawtschyn 11             | 610 Zuschauer        | 275 Zuschauer        | 66 : 44 |
| BNTU-BelAS Minsk Hutava 10               | Handball Käerjeng Rogucka 8           | 15.09.2018 18:00 Uhr | 16.09.2018 17:00 Uhr | 62 : 33 |
| BNTU-BelAS Minsk Hutava 10               | Handball Käerjeng Rogucka 8           | 33 : 17 (18 : 07)    | 29 : 16 (16 : 08)    | 62 : 33 |
| BNTU-BelAS Minsk Hutava 10               | Handball Käerjeng Rogucka 8           | 200 Zuschauer        | 300 Zuschauer        | 62 : 33 |
| HŽRK Grude Čutura 17                     | TuS Metzingen Zapf 23                 | 14.09.2018 20:00 Uhr | 15.09.2018 20:00 Uhr | 41 : 90 |
| HŽRK Grude Čutura 17                     | TuS Metzingen Zapf 23                 | 24 : 43 (10 : 24)    | 17 : 47 (07 : 26)    | 41 : 90 |
| HŽRK Grude Čutura 17                     | TuS Metzingen Zapf 23                 | 550 Zuschauer        | 740 Zuschauer        | 41 : 90 |
| Spono Eagles Amrein 12                   | KH Shqiponja Fazlija 8                | 15.09.2018 19:00 Uhr | 16.09.2018 14:00 Uhr | 71 : 28 |
| Spono Eagles Amrein 12                   | KH Shqiponja Fazlija 8                | 35 : 14 (16 : 07)    | 36 : 14 (18 : 05)    | 71 : 28 |
| Spono Eagles Amrein 12                   | KH Shqiponja Fazlija 8                | 300 Zuschauer        | 150 Zuschauer        | 71 : 28 |
| Mecalia Atlético Guardés Sempere 12      | Youth Union Athienou Papa 14          | 15.09.2018 20:00 Uhr | 16.09.2018 20:00 Uhr | 83 : 21 |
| Mecalia Atlético Guardés Sempere 12      | Youth Union Athienou Papa 14          | 42 : 09 (19 : 04)    | 41 : 12 (17 : 09)    | 83 : 21 |
| Mecalia Atlético Guardés Sempere 12      | Youth Union Athienou Papa 14          | 350 Zuschauer        | 250 Zuschauer        | 83 : 21 |
| Morrenhof Jansen Dalfsen Antonissen 14   | Fredrikstad BK Rønning 10             | 15.09.2018 18:00 Uhr | 16.09.2018 18:00 Uhr | 43 : 54 |
| Morrenhof Jansen Dalfsen Antonissen 14   | Fredrikstad BK Rønning 10             | 27 : 28 (15 : 14)    | 16 : 26 (09 : 19)    | 43 : 54 |
| Morrenhof Jansen Dalfsen Antonissen 14   | Fredrikstad BK Rønning 10             | 410 Zuschauer        | 445 Zuschauer        | 43 : 54 |
| H 65 Höör Lindqvist 7                    | RK Lokomotiva Zagreb P. Posavec 8     | 08.09.2018 16:00 Uhr | 15.09.2018 18:00 Uhr | 45 : 37 |
| H 65 Höör Lindqvist 7                    | RK Lokomotiva Zagreb P. Posavec 8     | 22 : 18 (12 : 11)    | 23 : 19 (11 : 10)    | 45 : 37 |
| H 65 Höör Lindqvist 7                    | RK Lokomotiva Zagreb P. Posavec 8     | 337 Zuschauer        | 500 Zuschauer        | 45 : 37 |
| UHC Stockerau Felsberger, Mauler 10      | DHC Slavia Prag Pokorná 13            | 08.09.2018 19:00 Uhr | 16.09.2018 19:30 Uhr | 53 : 56 |
| UHC Stockerau Felsberger, Mauler 10      | DHC Slavia Prag Pokorná 13            | 30 : 24 (16 : 11)    | 23 : 32 (10 : 14)    | 53 : 56 |
| UHC Stockerau Felsberger, Mauler 10      | DHC Slavia Prag Pokorná 13            | 320 Zuschauer        | 350 Zuschauer        | 53 : 56 |
| LC Brühl Handball Kündig 15              | Kastamonu Belediyesi GSK Laiuk 18     | 15.09.2018 17:00 Uhr | 16.09.2018 17:00 Uhr | 46 : 58 |
| LC Brühl Handball Kündig 15              | Kastamonu Belediyesi GSK Laiuk 18     | 19 : 31 (09 : 12)    | 27 : 27 (11 : 11)    | 46 : 58 |
| LC Brühl Handball Kündig 15              | Kastamonu Belediyesi GSK Laiuk 18     | 1.200 Zuschauer      | 1.500 Zuschauer      | 46 : 58 |
| GVM Europe-Vác de Souza 14               | Maccabi Arazim Ramat gan Levinkind 19 | 15.09.2018 15:30 Uhr | 16.09.2018 17:00 Uhr | 84 : 54 |
| GVM Europe-Vác de Souza 14               | Maccabi Arazim Ramat gan Levinkind 19 | 39 : 27 (20 : 13)    | 45 : 27 (19 : 14)    | 84 : 54 |
| GVM Europe-Vác de Souza 14               | Maccabi Arazim Ramat gan Levinkind 19 | 400 Zuschauer        | 200 Zuschauer        | 84 : 54 |

## Runde 2
Es nahmen 32 Mannschaften an der 2. Runde teil.
Die Auslosung der 2. Runde fand am 17. Juli 2018 in Wien statt.
Die Hin- und Rückspiele fanden an den Wochenenden 13.–14. sowie 20.–21. Oktober 2018 statt.

### Qualifizierte Teams
| - Hypo Niederösterreich - BNTU-BelAS Minsk - DHC Slavia Prag - Borussia Dortmund - Buxtehuder SV - TuS Metzingen - Herning-Ikast Håndbold - Nykøbing Falster Håndboldklub - Viborg HK - Mecalia Atlético Guardés - ES Besançon - Nantes Atlantique Handball - Paris 92 - Dunaújvárosi Kohász KA - GVM Europe-Vác - Siófok KC | - Jomi Salerno - Byåsen IL - Fredrikstad BK - Storhamar Håndball - Zagłębie Lubin - HC Zalău - CS Măgura Cisnădie - SCM Râmnicu Vâlcea - GK Astrachanotschka - Kuban Krasnodar - Swesda Swenigorod - IUVENTA Michalovce - H 65 Höör - Spono Eagles - Kastamonu Belediyesi GSK - Muratpaşa Belediye SK |

### Ausgeloste Spiele und Ergebnisse
| Mannschaft 1                          | Mannschaft 2                               | Hinspiel             | Rückspiel            | Gesamt      |
| ------------------------------------- | ------------------------------------------ | -------------------- | -------------------- | ----------- |
| GVM Europe-Vác de Souza 12            | Siófok KC Nze Minko, Kobetić 11            | 13.10.2018 15:30 Uhr | 20.10.2018 18:00 Uhr | 48 : 67     |
| GVM Europe-Vác de Souza 12            | Siófok KC Nze Minko, Kobetić 11            | 22 : 35 (12 : 18)    | 26 : 32 (15 : 15)    | 48 : 67     |
| GVM Europe-Vác de Souza 12            | Siófok KC Nze Minko, Kobetić 11            | 450 Zuschauer        | 900 Zuschauer        | 48 : 67     |
| IUVENTA Michalovce Habánková 14       | Nykøbing Falster Håndboldklub Westberg 15  | 14.10.2018 17:30 Uhr | 21.10.2018 18:00 Uhr | 48 : 58     |
| IUVENTA Michalovce Habánková 14       | Nykøbing Falster Håndboldklub Westberg 15  | 26 : 29 (12 : 14)    | 22 : 29 (11 : 16)    | 48 : 58     |
| IUVENTA Michalovce Habánková 14       | Nykøbing Falster Håndboldklub Westberg 15  | 1.200 Zuschauer      | 974 Zuschauer        | 48 : 58     |
| DHC Slavia Prag Jačková 8             | CS Măgura Cisnădie Moldovan 21             | 12.10.2018 18:00 Uhr | 14.10.2018 11:00 Uhr | 45 : 57     |
| DHC Slavia Prag Jačková 8             | CS Măgura Cisnădie Moldovan 21             | 25 : 28 (12 : 16)    | 20 : 29 (11 : 18)    | 45 : 57     |
| DHC Slavia Prag Jačková 8             | CS Măgura Cisnădie Moldovan 21             | 1.100 Zuschauer      | 1.000 Zuschauer      | 45 : 57     |
| Kuban Krasnodar Golub 13              | BNTU-BelAS Minsk Arzjuchowitsch 8          | 20.10.2018 16:00 Uhr | 21.10.2018 16:00 Uhr | 54 : 42     |
| Kuban Krasnodar Golub 13              | BNTU-BelAS Minsk Arzjuchowitsch 8          | 29 : 22 (15 : 12)    | 25 : 20 (18 : 12)    | 54 : 42     |
| Kuban Krasnodar Golub 13              | BNTU-BelAS Minsk Arzjuchowitsch 8          | 500 Zuschauer        | 500 Zuschauer        | 54 : 42     |
| Jomi Salerno Dalla Costa 15           | Swesda Swenigorod Klimanzewa 10            | 14.10.2018 19:00 Uhr | 20.10.2018 17:00 Uhr | 47 : 67     |
| Jomi Salerno Dalla Costa 15           | Swesda Swenigorod Klimanzewa 10            | 22 : 32 (13 : 18)    | 25 : 35 (09 : 15)    | 47 : 67     |
| Jomi Salerno Dalla Costa 15           | Swesda Swenigorod Klimanzewa 10            | 400 Zuschauer        | 300 Zuschauer        | 47 : 67     |
| H 65 Höör Mässing 17                  | Muratpaşa Belediye SK Şahin 16             | 13.10.2018 16:00 Uhr | 21.10.2018 15:00 Uhr | 62 : 51     |
| H 65 Höör Mässing 17                  | Muratpaşa Belediye SK Şahin 16             | 31 : 25 (13 : 13)    | 31 : 26 (15 : 15)    | 62 : 51     |
| H 65 Höör Mässing 17                  | Muratpaşa Belediye SK Şahin 16             | 400 Zuschauer        | 750 Zuschauer        | 62 : 51     |
| Nantes Atlantique Handball Niakaté 11 | Paris 92 Pintea 12                         | 14.10.2018 14:00 Uhr | 21.10.2018 17:00 Uhr | 49 : 49 (a) |
| Nantes Atlantique Handball Niakaté 11 | Paris 92 Pintea 12                         | 31 : 26 (14 : 13)    | 18 : 23 (09 : 12)    | 49 : 49 (a) |
| Nantes Atlantique Handball Niakaté 11 | Paris 92 Pintea 12                         | 1.200 Zuschauer      | 1.048 Zuschauer      | 49 : 49 (a) |
| Spono Eagles Aselmeyer 10             | Dunaújvárosi Kohász KA Szekerczés 17       | 13.10.2018 17:00 Uhr | 20.10.2018 16:00 Uhr | 35 : 78     |
| Spono Eagles Aselmeyer 10             | Dunaújvárosi Kohász KA Szekerczés 17       | 21 : 35 (11 : 16)    | 14 : 43 (07 : 21)    | 35 : 78     |
| Spono Eagles Aselmeyer 10             | Dunaújvárosi Kohász KA Szekerczés 17       | 200 Zuschauer        | 350 Zuschauer        | 35 : 78     |
| GK Astrachanotschka Samochina 17      | TuS Metzingen Zapf 17                      | 14.10.2018 16:00 Uhr | 20.10.2018 20:00 Uhr | 53 : 66     |
| GK Astrachanotschka Samochina 17      | TuS Metzingen Zapf 17                      | 27 : 28 (14 : 13)    | 26 : 38 (11 : 17)    | 53 : 66     |
| GK Astrachanotschka Samochina 17      | TuS Metzingen Zapf 17                      | 2.500 Zuschauer      | 1.050 Zuschauer      | 53 : 66     |
| SCM Râmnicu Vâlcea Hlibko 19          | Kastamonu Belediyesi GSK İskenderoğlu 13   | 14.10.2018 18:00 Uhr | 21.10.2018 17:00 Uhr | 55 : 47     |
| SCM Râmnicu Vâlcea Hlibko 19          | Kastamonu Belediyesi GSK İskenderoğlu 13   | 35 : 26 (19 : 13)    | 20 : 21 (11 : 12)    | 55 : 47     |
| SCM Râmnicu Vâlcea Hlibko 19          | Kastamonu Belediyesi GSK İskenderoğlu 13   | 2.239 Zuschauer      | 1.700 Zuschauer      | 55 : 47     |
| Viborg HK Nørgaard 12                 | Buxtehuder SV Oldenburg 10                 | 13.10.2018 16:00 Uhr | 20.10.2018 16:00 Uhr | 59 : 49     |
| Viborg HK Nørgaard 12                 | Buxtehuder SV Oldenburg 10                 | 27 : 24 (10 : 14)    | 32 : 25 (16 : 11)    | 59 : 49     |
| Viborg HK Nørgaard 12                 | Buxtehuder SV Oldenburg 10                 | 1.246 Zuschauer      | 1.200 Zuschauer      | 59 : 49     |
| Herning-Ikast Håndbold Friis 14       | Zagłębie Lubin Mączka 11                   | 13.10.2018 16:00 Uhr | 19.10.2018 19:00 Uhr | 52 : 45     |
| Herning-Ikast Håndbold Friis 14       | Zagłębie Lubin Mączka 11                   | 31 : 19 (15 : 09)    | 21 : 26 (09 : 13)    | 52 : 45     |
| Herning-Ikast Håndbold Friis 14       | Zagłębie Lubin Mączka 11                   | 1.012 Zuschauer      | 1.711 Zuschauer      | 52 : 45     |
| ES Besançon Lévêque, Bouquet 6        | Fredrikstad BK Deila 9                     | 14.10.2018 18:00 Uhr | 21.10.2018 18:00 Uhr | 53 : 49     |
| ES Besançon Lévêque, Bouquet 6        | Fredrikstad BK Deila 9                     | 31 : 23 (17 : 09)    | 22 : 26 (14 : 13)    | 53 : 49     |
| ES Besançon Lévêque, Bouquet 6        | Fredrikstad BK Deila 9                     | 2.500 Zuschauer      | 792 Zuschauer        | 53 : 49     |
| Hypo Niederösterreich Élö 9           | Mecalia Atlético Guardés Egozkue, Campos 9 | 13.10.2018 19:30 Uhr | 21.10.2018 19:00 Uhr | 44 : 48     |
| Hypo Niederösterreich Élö 9           | Mecalia Atlético Guardés Egozkue, Campos 9 | 22 : 20 (13 : 11)    | 22 : 28 (10 : 15)    | 44 : 48     |
| Hypo Niederösterreich Élö 9           | Mecalia Atlético Guardés Egozkue, Campos 9 | 500 Zuschauer        | 725 Zuschauer        | 44 : 48     |
| Storhamar Håndball Løke 22            | Byåsen IL Aardahl, Alstad 7                | 13.10.2018 16:00 Uhr | 21.10.2018 16:00 Uhr | 51 : 34     |
| Storhamar Håndball Løke 22            | Byåsen IL Aardahl, Alstad 7                | 29 : 20 (13 : 12)    | 22 : 14 (12 : 08)    | 51 : 34     |
| Storhamar Håndball Løke 22            | Byåsen IL Aardahl, Alstad 7                | 1.025 Zuschauer      | 250 Zuschauer        | 51 : 34     |
| HC Zalău Szolosi 17                   | Borussia Dortmund van Kreij 10             | 13.10.2018 17:00 Uhr | 21.10.2018 17:00 Uhr | 45 : 49     |
| HC Zalău Szolosi 17                   | Borussia Dortmund van Kreij 10             | 25 : 25 (13 : 12)    | 20 : 24 (10 : 13)    | 45 : 49     |
| HC Zalău Szolosi 17                   | Borussia Dortmund van Kreij 10             | 750 Zuschauer        | 1.350 Zuschauer      | 45 : 49     |

## Runde 3
Es nehmen 24 Mannschaften an der 3. Runde teil.
Die Auslosung der 3. Runde fand am 23. Oktober 2018 in Wien statt.
Die Hin- und Rückspiele finden an den Wochenenden 10.–11. sowie 17.–18. November 2018 statt.

### Qualifizierte Teams
| - DHK Baník Most - Borussia Dortmund - TuS Metzingen - Team Esbjerg - Herning-Ikast Håndbold - Nykøbing Falster Håndboldklub - Viborg HK - BM Bera Bera - Mecalia Atlético Guardés - ES Besançon - Paris 92 - Érd NK | - Dunaújvárosi Kohász KA - Siófok KC - Storhamar Håndball - MKS Lublin - SCM Craiova - CS Măgura Cisnădie - SCM Râmnicu Vâlcea - Kuban Krasnodar - Swesda Swenigorod - GK Lada Toljatti - ŽORK Jagodina - H 65 Höör |

### Ausgeloste Spiele und Ergebnisse
| Mannschaft 1                                   | Mannschaft 2                                | Hinspiel             | Rückspiel            | Gesamt  |
| ---------------------------------------------- | ------------------------------------------- | -------------------- | -------------------- | ------- |
| Viborg HK Nørgaard 14                          | ŽORK Jagodina Gojković 6                    | 10.11.2018 16:00 Uhr | 17.11.2018 19:00 Uhr | 57 : 27 |
| Viborg HK Nørgaard 14                          | ŽORK Jagodina Gojković 6                    | 31 : 16 (15 : 08)    | 26 : 11 (14 : 05)    | 57 : 27 |
| Viborg HK Nørgaard 14                          | ŽORK Jagodina Gojković 6                    | 741 Zuschauer        | 400 Zuschauer        | 57 : 27 |
| Kuban Krasnodar Frolowa, Matlaschowa je 9      | Mecalia Atlético Guardés Sempere Herrera 11 | 11.11.2018 16:00 Uhr | 18.11.2018 18:00 Uhr | 59 : 58 |
| Kuban Krasnodar Frolowa, Matlaschowa je 9      | Mecalia Atlético Guardés Sempere Herrera 11 | 26 : 27 (14 : 16)    | 33 : 31 (16 : 11)    | 59 : 58 |
| Kuban Krasnodar Frolowa, Matlaschowa je 9      | Mecalia Atlético Guardés Sempere Herrera 11 | 1.100 Zuschauer      | 750 Zuschauer        | 59 : 58 |
| Team Esbjerg Solberg 15                        | Paris 92 Pintea 13                          | 10.11.2018 13:00 Uhr | 18.11.2018 17:00 Uhr | 60 : 53 |
| Team Esbjerg Solberg 15                        | Paris 92 Pintea 13                          | 29 : 28 (13 : 12)    | 31 : 25 (16 : 13)    | 60 : 53 |
| Team Esbjerg Solberg 15                        | Paris 92 Pintea 13                          | 1.412 Zuschauer      | 1.600 Zuschauer      | 60 : 53 |
| GK Lada Toljatti Gaiduk 17                     | Siófok KC González, Nze Minko je 12         | 10.11.2018 16:00 Uhr | 18.11.2018 18:45 Uhr | 56 : 63 |
| GK Lada Toljatti Gaiduk 17                     | Siófok KC González, Nze Minko je 12         | 30 : 26 (15 : 16)    | 26 : 37 (12 : 18)    | 56 : 63 |
| GK Lada Toljatti Gaiduk 17                     | Siófok KC González, Nze Minko je 12         | 2.800 Zuschauer      | 1.180 Zuschauer      | 56 : 63 |
| DHK Baník Most Janoušková 10                   | TuS Metzingen Minevskaja 10                 | 11.11.2018 18:00 Uhr | 17.11.2018 20:00 Uhr | 43 : 63 |
| DHK Baník Most Janoušková 10                   | TuS Metzingen Minevskaja 10                 | 19 : 28 (08 : 11)    | 24 : 35 (13 : 15)    | 43 : 63 |
| DHK Baník Most Janoušková 10                   | TuS Metzingen Minevskaja 10                 | 950 Zuschauer        | 900 Zuschauer        | 43 : 63 |
| Borussia Dortmund Grijseels, Huber je 8        | SCM Craiova Zamfir 10                       | 11.11.2018 13:30 Uhr | 18.11.2018 18:00 Uhr | 35 : 38 |
| Borussia Dortmund Grijseels, Huber je 8        | SCM Craiova Zamfir 10                       | 17 : 19 (09 : 09)    | 18 : 19 (09 : 10)    | 35 : 38 |
| Borussia Dortmund Grijseels, Huber je 8        | SCM Craiova Zamfir 10                       | 840 Zuschauer        | 3.500 Zuschauer      | 35 : 38 |
| MKS Lublin Łabuda 10                           | ES Besançon Bouquet 10                      | 10.11.2018 18:00 Uhr | 17.11.2018 20:00 Uhr | 50 : 53 |
| MKS Lublin Łabuda 10                           | ES Besançon Bouquet 10                      | 22 : 22 (11 : 11)    | 28 : 31 (14 : 16)    | 50 : 53 |
| MKS Lublin Łabuda 10                           | ES Besançon Bouquet 10                      | 3.102 Zuschauer      | – Zuschauer          | 50 : 53 |
| Herning-Ikast Håndbold Fauske 10               | SCM Râmnicu Vâlcea Wasileskaja 10           | 10.11.2018 14:00 Uhr | 18.11.2018 15:30 Uhr | 43 : 35 |
| Herning-Ikast Håndbold Fauske 10               | SCM Râmnicu Vâlcea Wasileskaja 10           | 22 : 16 (07 : 05)    | 21 : 19 (10 : 14)    | 43 : 35 |
| Herning-Ikast Håndbold Fauske 10               | SCM Râmnicu Vâlcea Wasileskaja 10           | 1.622 Zuschauer      | – Zuschauer          | 43 : 35 |
| Érd NK Krpež Šlezak 11                         | Storhamar Håndball Riegelhuth 17            | 10.11.2018 18:00 Uhr | 18.11.2018 18:00 Uhr | 56 : 60 |
| Érd NK Krpež Šlezak 11                         | Storhamar Håndball Riegelhuth 17            | 29 : 28 (12 : 14)    | 27 : 32 (12 : 15)    | 56 : 60 |
| Érd NK Krpež Šlezak 11                         | Storhamar Håndball Riegelhuth 17            | 1.800 Zuschauer      | 1.403 Zuschauer      | 56 : 60 |
| Dunaújvárosi Kohász KA Szekerczés, Szalai je 9 | BM Bera Bera Karsten 12                     | 10.11.2018 17:00 Uhr | 18.11.2018 12:00 Uhr | 41 : 48 |
| Dunaújvárosi Kohász KA Szekerczés, Szalai je 9 | BM Bera Bera Karsten 12                     | 18 : 26 (11 : 12)    | 23 : 22 (10 : 11)    | 41 : 48 |
| Dunaújvárosi Kohász KA Szekerczés, Szalai je 9 | BM Bera Bera Karsten 12                     | 600 Zuschauer        | 1.000 Zuschauer      | 41 : 48 |
| Nykøbing Falster Håndboldklub Westberg 14      | H 65 Höör Mässing 11                        | 11.11.2018 16:00 Uhr | 18.11.2018 16:00 Uhr | 54 : 47 |
| Nykøbing Falster Håndboldklub Westberg 14      | H 65 Höör Mässing 11                        | 27 : 24 (14 : 15)    | 27 : 23 (16 : 10)    | 54 : 47 |
| Nykøbing Falster Håndboldklub Westberg 14      | H 65 Höör Mässing 11                        | 2.085 Zuschauer      | 926 Zuschauer        | 54 : 47 |
| Swesda Swenigorod Nikitina, Klimanzewa je 8    | CS Măgura Cisnădie Boljević 20              | 10.11.2018 17:00 Uhr | 18.11.2018 18:00 Uhr | 47 : 50 |
| Swesda Swenigorod Nikitina, Klimanzewa je 8    | CS Măgura Cisnădie Boljević 20              | 29 : 24 (14 : 13)    | 18 : 26 (10 : 10)    | 47 : 50 |
| Swesda Swenigorod Nikitina, Klimanzewa je 8    | CS Măgura Cisnădie Boljević 20              | 800 Zuschauer        | 1.200 Zuschauer      | 47 : 50 |

## Gruppenphase
Es nehmen 16 Mannschaften teil. Zur Auslosung wurden die Mannschaften in vier Töpfe eingeteilt. Der erste Topf bestand aus den vier Mannschaften der Champions League. Die anderen drei wurden mit den Teams der Qualifikationsrunden gebildet. Bei der Auslosung konnte keine Mannschaft eines Landes auf eine andere des gleichen Landes in der Gruppe treffen. Die Auslosung fand am 22. November 2018 statt.

### Qualifizierte Teams
| Topf 1 - ŽRK Podravka Koprivnica - SG BBM Bietigheim - Larvik HK - IK Sävehof | Topf 2 - Team Esbjerg - ES Besançon - Siófok KC - SCM Craiova | Topf 3 - Viborg HK - BM Bera Bera - TuS Metzingen - Storhamar Håndball | Topf 4 - Herning-Ikast Håndbold - Nykøbing Falster Håndboldklub - CS Măgura Cisnădie - GK Kuban Krasnodar |

## Ausgeloste Gruppen

### Gruppe A
| Pl. | Land               | Sp. | S | U | N | Tore      | Diff. | Punkte |
| --- | ------------------ | --- | - | - | - | --------- | ----- | ------ |
| 1.  | Team Esbjerg       | 6   | 5 | 1 | 0 | 0186:1390 | +47   | 011:10 |
| 2.  | Storhamar Håndball | 6   | 3 | 1 | 2 | 0156:1500 | +6    | 07:50  |
| 3.  | SG BBM Bietigheim  | 6   | 3 | 0 | 3 | 0173:1510 | +22   | 06:60  |
| 4.  | CS Măgura Cisnădie | 6   | 0 | 0 | 6 | 0115:1900 | −75   | 00:120 |

|  | Qualifikationsplatz für das Viertelfinale |

| 5. Januar 2019 19:00 Uhr | SG BBM Bietigheim                   | 28:25   | Storhamar Håndball        | Sporthalle Am Viadukt, Bietigheim-Bissingen Zuschauer: 971 Schiedsrichter: Rosendo López, Rodríguez Estevez |
| 5. Januar 2019 19:00 Uhr | meiste Tore: Woller, Kudłacz-Gloc 7 | (15:12) | meiste Tore: Riegelhuth 8 | Sporthalle Am Viadukt, Bietigheim-Bissingen Zuschauer: 971 Schiedsrichter: Rosendo López, Rodríguez Estevez |
| 5. Januar 2019 19:00 Uhr | Spielbericht                        |         |                           | Sporthalle Am Viadukt, Bietigheim-Bissingen Zuschauer: 971 Schiedsrichter: Rosendo López, Rodríguez Estevez |

| 6. Januar 2019 12:30 Uhr | Team Esbjerg                     | 41:18  | CS Măgura Cisnădie      | Blue Water Dokken, Esbjerg Zuschauer: 1.312 Schiedsrichter: V.Butskevich, Y. Butskevich |
| 6. Januar 2019 12:30 Uhr | meiste Tore: Liščević, Nielsen 6 | (21:8) | meiste Tore: Moldovan 7 | Blue Water Dokken, Esbjerg Zuschauer: 1.312 Schiedsrichter: V.Butskevich, Y. Butskevich |
| 6. Januar 2019 12:30 Uhr | Spielbericht                     |        |                         | Blue Water Dokken, Esbjerg Zuschauer: 1.312 Schiedsrichter: V.Butskevich, Y. Butskevich |

| 13. Januar 2019 15:00 Uhr | Storhamar Håndball   | 28:28   | Team Esbjerg          | Boligpartner Arena, Hamar Zuschauer: 1.196 Schiedsrichter: Ilieva, Karbeska |
| 13. Januar 2019 15:00 Uhr | meiste Tore: Løke 10 | (14:15) | meiste Tore: Polman 6 | Boligpartner Arena, Hamar Zuschauer: 1.196 Schiedsrichter: Ilieva, Karbeska |
| 13. Januar 2019 15:00 Uhr | Spielbericht         |         |                       | Boligpartner Arena, Hamar Zuschauer: 1.196 Schiedsrichter: Ilieva, Karbeska |

| 13. Januar 2019 17:30 Uhr | CS Măgura Cisnădie       | 20:34   | SG BBM Bietigheim        | Sala Polivalentă Măgura Cisnădie, Cisnădie Zuschauer: 1.000 Schiedsrichter: Jaškins, Žabko |
| 13. Januar 2019 17:30 Uhr | meiste Tore: Boljević 10 | (13:16) | meiste Tore: Malestein 8 | Sala Polivalentă Măgura Cisnădie, Cisnădie Zuschauer: 1.000 Schiedsrichter: Jaškins, Žabko |
| 13. Januar 2019 17:30 Uhr | Spielbericht             |         |                          | Sala Polivalentă Măgura Cisnădie, Cisnădie Zuschauer: 1.000 Schiedsrichter: Jaškins, Žabko |

| 19. Januar 2019 13:00 Uhr | Team Esbjerg          | 28:27   | SG BBM Bietigheim        | Blue Water Dokken, Esbjerg Zuschauer: 1.320 Schiedsrichter: Sami, Bounouara |
| 19. Januar 2019 13:00 Uhr | meiste Tore: Polman 9 | (15:11) | meiste Tore: Malestein 8 | Blue Water Dokken, Esbjerg Zuschauer: 1.320 Schiedsrichter: Sami, Bounouara |
| 19. Januar 2019 13:00 Uhr | Spielbericht          |         |                          | Blue Water Dokken, Esbjerg Zuschauer: 1.320 Schiedsrichter: Sami, Bounouara |

| 19. Januar 2019 18:00 Uhr | CS Măgura Cisnădie      | 18:26  | Storhamar Håndball  | Sala Polivalentă Măgura Cisnădie, Cisnădie Zuschauer: 1.050 Schiedsrichter: Jović, Arnautović |
| 19. Januar 2019 18:00 Uhr | meiste Tore: Moldovan 6 | (7:10) | meiste Tore: Løke 6 | Sala Polivalentă Măgura Cisnădie, Cisnădie Zuschauer: 1.050 Schiedsrichter: Jović, Arnautović |
| 19. Januar 2019 18:00 Uhr | Spielbericht            |        |                     | Sala Polivalentă Măgura Cisnădie, Cisnădie Zuschauer: 1.050 Schiedsrichter: Jović, Arnautović |

| 26. Januar 2019 18:00 Uhr | Storhamar Håndball                          | 28:23  | CS Măgura Cisnădie                   | Boligpartner Arena, Hamar Zuschauer: 905 Schiedsrichter: Merisi, Rosca |
| 26. Januar 2019 18:00 Uhr | meiste Tore: Aambakk, Riegelhuth, Venn je 5 | (11:8) | meiste Tore: Moldovan, Boljević je 8 | Boligpartner Arena, Hamar Zuschauer: 905 Schiedsrichter: Merisi, Rosca |
| 26. Januar 2019 18:00 Uhr | Spielbericht                                |        |                                      | Boligpartner Arena, Hamar Zuschauer: 905 Schiedsrichter: Merisi, Rosca |

| 27. Januar 2019 16:00 Uhr | SG BBM Bietigheim        | 27:32   | Team Esbjerg            | MHPArena, Ludwigsburg Zuschauer: 1.096 Schiedsrichter: Mitrović, Vešović |
| 27. Januar 2019 16:00 Uhr | meiste Tore: Malestein 5 | (13:16) | meiste Tore: Breistøl 6 | MHPArena, Ludwigsburg Zuschauer: 1.096 Schiedsrichter: Mitrović, Vešović |
| 27. Januar 2019 16:00 Uhr | Spielbericht             |         |                         | MHPArena, Ludwigsburg Zuschauer: 1.096 Schiedsrichter: Mitrović, Vešović |

| 3. Februar 2019 11:30 Uhr | CS Măgura Cisnădie      | 19:32   | Team Esbjerg           | Sala Polivalentă Măgura Cisnădie, Cisnădie Zuschauer: 650 Schiedsrichter: Chrzan, Janas |
| 3. Februar 2019 11:30 Uhr | meiste Tore: Moldovan 9 | (10:15) | meiste Tore: Solberg 7 | Sala Polivalentă Măgura Cisnădie, Cisnădie Zuschauer: 650 Schiedsrichter: Chrzan, Janas |
| 3. Februar 2019 11:30 Uhr | Spielbericht            |         |                        | Sala Polivalentă Măgura Cisnădie, Cisnădie Zuschauer: 650 Schiedsrichter: Chrzan, Janas |

| 3. Februar 2019 15:00 Uhr | Storhamar Håndball        | 29:28   | SG BBM Bietigheim     | Boligpartner Arena, Hamar Zuschauer: 1.200 Schiedsrichter: Jerschow, Pawljukow |
| 3. Februar 2019 15:00 Uhr | meiste Tore: Riegelhuth 9 | (12:16) | meiste Tore: Woller 7 | Boligpartner Arena, Hamar Zuschauer: 1.200 Schiedsrichter: Jerschow, Pawljukow |
| 3. Februar 2019 15:00 Uhr | Spielbericht              |         |                       | Boligpartner Arena, Hamar Zuschauer: 1.200 Schiedsrichter: Jerschow, Pawljukow |

| 9. Februar 2019 13:00 Uhr | Team Esbjerg          | 25:20   | Storhamar Håndball        | Blue Water Dokken, Esbjerg Zuschauer: 1.523 Schiedsrichter: Šniūrevičius, Grigalionis |
| 9. Februar 2019 13:00 Uhr | meiste Tore: Polman 8 | (11:10) | meiste Tore: Riegelhuth 8 | Blue Water Dokken, Esbjerg Zuschauer: 1.523 Schiedsrichter: Šniūrevičius, Grigalionis |
| 9. Februar 2019 13:00 Uhr | Spielbericht          |         |                           | Blue Water Dokken, Esbjerg Zuschauer: 1.523 Schiedsrichter: Šniūrevičius, Grigalionis |

| 10. Februar 2019 17:00 Uhr | SG BBM Bietigheim        | 29:17  | CS Măgura Cisnădie    | MHPArena, Ludwigsburg Zuschauer: 1.289 Schiedsrichter: R. Geraets, P. Geraets |
| 10. Februar 2019 17:00 Uhr | meiste Tore: Malestein 6 | (18:9) | meiste Tore: Gatzel 8 | MHPArena, Ludwigsburg Zuschauer: 1.289 Schiedsrichter: R. Geraets, P. Geraets |
| 10. Februar 2019 17:00 Uhr | Spielbericht             |        |                       | MHPArena, Ludwigsburg Zuschauer: 1.289 Schiedsrichter: R. Geraets, P. Geraets |

### Gruppe B
| Pl. | Land                   | Sp. | S | U | N | Tore      | Diff. | Punkte |
| --- | ---------------------- | --- | - | - | - | --------- | ----- | ------ |
| 1.  | Siófok KC              | 6   | 6 | 0 | 0 | 0188:1390 | +49   | 012:00 |
| 2.  | Herning-Ikast Håndbold | 6   | 4 | 0 | 2 | 0164:1570 | +7    | 08:40  |
| 3.  | TuS Metzingen          | 6   | 2 | 0 | 4 | 0162:1730 | −11   | 04:80  |
| 4.  | IK Sävehof             | 6   | 0 | 0 | 6 | 0139:1840 | −45   | 00:120 |

|  | Qualifikationsplatz für das Viertelfinale |

| 5. Januar 2019 18:00 Uhr | Siófok KC               | 25:21   | Herning-Ikast Håndbold | Kiss Szilárd Sportcsarnok, Siófok Zuschauer: 1.185 Schiedsrichter: E. Vitaku, A. Vitaku |
| 5. Januar 2019 18:00 Uhr | meiste Tore: Kobetić 11 | (14:11) | meiste Tore: Friis 6   | Kiss Szilárd Sportcsarnok, Siófok Zuschauer: 1.185 Schiedsrichter: E. Vitaku, A. Vitaku |
| 5. Januar 2019 18:00 Uhr | Spielbericht            |         |                        | Kiss Szilárd Sportcsarnok, Siófok Zuschauer: 1.185 Schiedsrichter: E. Vitaku, A. Vitaku |

| 6. Januar 2019 19:00 Uhr | IK Sävehof                         | 27:29   | TuS Metzingen             | Partille Arena, Partille Zuschauer: 534 Schiedsrichter: Lesiak, Lidacka |
| 6. Januar 2019 19:00 Uhr | meiste Tore: Forsberg, Mellegård 5 | (13:16) | meiste Tore: Minevskaja 7 | Partille Arena, Partille Zuschauer: 534 Schiedsrichter: Lesiak, Lidacka |
| 6. Januar 2019 19:00 Uhr | Spielbericht                       |         |                           | Partille Arena, Partille Zuschauer: 534 Schiedsrichter: Lesiak, Lidacka |

| 12. Januar 2019 20:00 Uhr | TuS Metzingen             | 26:33   | Siófok KC               | Öschhalle, Metzingen Zuschauer: 1.050 Schiedsrichter: Ben-Dan, Faran |
| 12. Januar 2019 20:00 Uhr | meiste Tore: Kobylińska 7 | (13:17) | meiste Tore: Kobetić 13 | Öschhalle, Metzingen Zuschauer: 1.050 Schiedsrichter: Ben-Dan, Faran |
| 12. Januar 2019 20:00 Uhr | Spielbericht              |         |                         | Öschhalle, Metzingen Zuschauer: 1.050 Schiedsrichter: Ben-Dan, Faran |

| 13. Januar 2019 16:30 Uhr | Herning-Ikast Håndbold | 29:22  | IK Sävehof                            | IBF Arena, Ikast Zuschauer: 818 Schiedsrichter: Hofer, Schmidhuber |
| 13. Januar 2019 16:30 Uhr | meiste Tore: Fauske 10 | (15:9) | meiste Tore: Forsberg, Mellegård je 4 | IBF Arena, Ikast Zuschauer: 818 Schiedsrichter: Hofer, Schmidhuber |
| 13. Januar 2019 16:30 Uhr | Spielbericht           |        |                                       | IBF Arena, Ikast Zuschauer: 818 Schiedsrichter: Hofer, Schmidhuber |

| 19. Januar 2019 18:00 Uhr | Siófok KC                        | 34:21   | IK Sävehof                    | Kiss Szilárd Sportcsarnok, Siófok Zuschauer: 1.500 Schiedsrichter: Duplyj, Pobedryna |
| 19. Januar 2019 18:00 Uhr | meiste Tore: Aoustin, Böhme je 7 | (19:11) | meiste Tore: Ekenman-Fernis 7 | Kiss Szilárd Sportcsarnok, Siófok Zuschauer: 1.500 Schiedsrichter: Duplyj, Pobedryna |
| 19. Januar 2019 18:00 Uhr | Spielbericht                     |         |                               | Kiss Szilárd Sportcsarnok, Siófok Zuschauer: 1.500 Schiedsrichter: Duplyj, Pobedryna |

| 20. Januar 2019 16:00 Uhr | Herning-Ikast Håndbold | 31:28   | TuS Metzingen             | IBF Arena, Ikast Zuschauer: 1.322 Schiedsrichter: Sundet, Braseth |
| 20. Januar 2019 16:00 Uhr | meiste Tore: Fauske 11 | (14:15) | meiste Tore: Kobylińska 9 | IBF Arena, Ikast Zuschauer: 1.322 Schiedsrichter: Sundet, Braseth |
| 20. Januar 2019 16:00 Uhr | Spielbericht           |         |                           | IBF Arena, Ikast Zuschauer: 1.322 Schiedsrichter: Sundet, Braseth |

| 26. Januar 2019 15:30 Uhr | IK Sävehof              | 24:30   | Siófok KC               | Partille Arena, Partille Zuschauer: 348 Schiedsrichter: Beqiri, Krasniqi |
| 26. Januar 2019 15:30 Uhr | meiste Tore: Lundbäck 6 | (13:14) | meiste Tore: Kobetić 10 | Partille Arena, Partille Zuschauer: 348 Schiedsrichter: Beqiri, Krasniqi |
| 26. Januar 2019 15:30 Uhr | Spielbericht            |         |                         | Partille Arena, Partille Zuschauer: 348 Schiedsrichter: Beqiri, Krasniqi |

| 26. Januar 2019 20:00 Uhr | TuS Metzingen             | 25:28   | Herning-Ikast Håndbold | Öschhalle, Metzingen Zuschauer: 800 Schiedsrichter: Hatipoğlu, Şimşek |
| 26. Januar 2019 20:00 Uhr | meiste Tore: Minevskaja 5 | (10:16) | meiste Tore: Løseth 9  | Öschhalle, Metzingen Zuschauer: 800 Schiedsrichter: Hatipoğlu, Şimşek |
| 26. Januar 2019 20:00 Uhr | Spielbericht              |         |                        | Öschhalle, Metzingen Zuschauer: 800 Schiedsrichter: Hatipoğlu, Şimşek |

| 2. Februar 2019 20:00 Uhr | TuS Metzingen              | 29:22   | IK Sävehof                    | Öschhalle, Metzingen Zuschauer: 900 Schiedsrichter: D. Lončar, Z. Lončar |
| 2. Februar 2019 20:00 Uhr | meiste Tore: Minevskaja 10 | (18:10) | meiste Tore: Ekenman-Fernis 6 | Öschhalle, Metzingen Zuschauer: 900 Schiedsrichter: D. Lončar, Z. Lončar |
| 2. Februar 2019 20:00 Uhr | Spielbericht               |         |                               | Öschhalle, Metzingen Zuschauer: 900 Schiedsrichter: D. Lončar, Z. Lončar |

| 3. Februar 2019 14:00 Uhr | Herning-Ikast Håndbold | 22:34  | Siófok KC                | IBF Arena, Ikast Zuschauer: 1.381 Schiedsrichter: Pârvu, Potîrniche |
| 3. Februar 2019 14:00 Uhr | meiste Tore: Fauske 7  | (8:20) | meiste Tore: Nze Minko 8 | IBF Arena, Ikast Zuschauer: 1.381 Schiedsrichter: Pârvu, Potîrniche |
| 3. Februar 2019 14:00 Uhr | Spielbericht           |        |                          | IBF Arena, Ikast Zuschauer: 1.381 Schiedsrichter: Pârvu, Potîrniche |

| 10. Februar 2019 15:00 Uhr | Siófok KC                         | 32:25   | TuS Metzingen                            | Kiss Szilárd Sportcsarnok, Siófok Zuschauer: 1.150 Schiedsrichter: Ilieva, Karbeska |
| 10. Februar 2019 15:00 Uhr | meiste Tore: Böhme, González je 7 | (13:11) | meiste Tore: Kobylińska, Vollebregt je 6 | Kiss Szilárd Sportcsarnok, Siófok Zuschauer: 1.150 Schiedsrichter: Ilieva, Karbeska |
| 10. Februar 2019 15:00 Uhr | Spielbericht                      |         |                                          | Kiss Szilárd Sportcsarnok, Siófok Zuschauer: 1.150 Schiedsrichter: Ilieva, Karbeska |

| 10. Februar 2019 15:00 Uhr | IK Sävehof            | 23:33   | Herning-Ikast Håndbold | Partille Arena, Partille Zuschauer: 342 Schiedsrichter: Freitas, Carvalho |
| 10. Februar 2019 15:00 Uhr | meiste Tore: Olsson 6 | (12:17) | meiste Tore: Fauske 12 | Partille Arena, Partille Zuschauer: 342 Schiedsrichter: Freitas, Carvalho |
| 10. Februar 2019 15:00 Uhr | Spielbericht          |         |                        | Partille Arena, Partille Zuschauer: 342 Schiedsrichter: Freitas, Carvalho |

### Gruppe C
| Pl. | Land               | Sp. | S | U | N | Tore      | Diff. | Punkte |
| --- | ------------------ | --- | - | - | - | --------- | ----- | ------ |
| 1.  | Viborg HK          | 6   | 6 | 0 | 0 | 0178:1550 | +23   | 012:00 |
| 2.  | GK Kuban Krasnodar | 6   | 2 | 1 | 3 | 0161:1580 | +3    | 05:70  |
| 3.  | ES Besançon        | 6   | 2 | 0 | 4 | 0162:1720 | −10   | 04:80  |
| 4.  | Larvik HK          | 6   | 1 | 1 | 4 | 0154:1700 | −16   | 03:90  |

|  | Qualifikationsplatz für das Viertelfinale |

| 4. Januar 2019 18:30 Uhr | Larvik HK                  | 28:31   | Viborg HK               | Boligmappa Arena Larvik, Larvik Zuschauer: 628 Schiedsrichter: Pétursson, Þrastarson |
| 4. Januar 2019 18:30 Uhr | meiste Tore: Christensen 8 | (13:21) | meiste Tore: Haugsted 8 | Boligmappa Arena Larvik, Larvik Zuschauer: 628 Schiedsrichter: Pétursson, Þrastarson |
| 4. Januar 2019 18:30 Uhr | Spielbericht               |         |                         | Boligmappa Arena Larvik, Larvik Zuschauer: 628 Schiedsrichter: Pétursson, Þrastarson |

| 5. Januar 2019 20:00 Uhr | ES Besançon            | 23:26   | GK Kuban Krasnodar   | Palais des Sports, Besançon Zuschauer: 3.300 Schiedsrichter: Florescu, Stoia |
| 5. Januar 2019 20:00 Uhr | meiste Tore: Lévêque 6 | (14:14) | meiste Tore: Golub 8 | Palais des Sports, Besançon Zuschauer: 3.300 Schiedsrichter: Florescu, Stoia |
| 5. Januar 2019 20:00 Uhr | Spielbericht           |         |                      | Palais des Sports, Besançon Zuschauer: 3.300 Schiedsrichter: Florescu, Stoia |

| 12. Januar 2019 16:00 Uhr | Viborg HK             | 35:26   | ES Besançon           | Vibocold Arena Viborg Zuschauer: 631 Schiedsrichter: Christidi, Papamattheou |
| 12. Januar 2019 16:00 Uhr | meiste Tore: Hansen 7 | (15:10) | meiste Tore: Burlet 4 | Vibocold Arena Viborg Zuschauer: 631 Schiedsrichter: Christidi, Papamattheou |
| 12. Januar 2019 16:00 Uhr | Spielbericht          |         |                       | Vibocold Arena Viborg Zuschauer: 631 Schiedsrichter: Christidi, Papamattheou |

| 13. Januar 2019 16:00 Uhr | GK Kuban Krasnodar                              | 32:26   | Larvik HK                            | Dworez sporta Olimp, Krasnodar Zuschauer: 2.200 Schiedsrichter: Di Domenico, Fornasier |
| 13. Januar 2019 16:00 Uhr | meiste Tore: Barkalowa, Skorobogattschenko je 8 | (14:16) | meiste Tore: Møller, Rivas Toft je 5 | Dworez sporta Olimp, Krasnodar Zuschauer: 2.200 Schiedsrichter: Di Domenico, Fornasier |
| 13. Januar 2019 16:00 Uhr | Spielbericht                                    |         |                                      | Dworez sporta Olimp, Krasnodar Zuschauer: 2.200 Schiedsrichter: Di Domenico, Fornasier |

| 19. Januar 2019 16:00 Uhr | GK Kuban Krasnodar   | 27:31   | Viborg HK                             | Dworez sporta Olimp, Krasnodar Zuschauer: 1.800 Schiedsrichter: Metalari, Nikolovski |
| 19. Januar 2019 16:00 Uhr | meiste Tore: Golub 7 | (14:14) | meiste Tore: Jørgensen, Nørgaard je 9 | Dworez sporta Olimp, Krasnodar Zuschauer: 1.800 Schiedsrichter: Metalari, Nikolovski |
| 19. Januar 2019 16:00 Uhr | Spielbericht         |         |                                       | Dworez sporta Olimp, Krasnodar Zuschauer: 1.800 Schiedsrichter: Metalari, Nikolovski |

| 20. Januar 2019 20:00 Uhr | ES Besançon            | 32:25   | Larvik HK                     | Palais des Sports, Besançon Zuschauer: 2.800 Schiedsrichter: Kiss, Bíró |
| 20. Januar 2019 20:00 Uhr | meiste Tore: Bouquet 7 | (14:11) | meiste Tore: Molid, Lund je 5 | Palais des Sports, Besançon Zuschauer: 2.800 Schiedsrichter: Kiss, Bíró |
| 20. Januar 2019 20:00 Uhr | Spielbericht           |         |                               | Palais des Sports, Besançon Zuschauer: 2.800 Schiedsrichter: Kiss, Bíró |

| 26. Januar 2019 18:30 Uhr | Larvik HK                  | 29:26   | ES Besançon            | Boligmappa Arena Larvik, Larvik Zuschauer: 395 Schiedsrichter: Antić, Jakovljević |
| 26. Januar 2019 18:30 Uhr | meiste Tore: Christensen 6 | (15:12) | meiste Tore: Bouquet 6 | Boligmappa Arena Larvik, Larvik Zuschauer: 395 Schiedsrichter: Antić, Jakovljević |
| 26. Januar 2019 18:30 Uhr | Spielbericht               |         |                        | Boligmappa Arena Larvik, Larvik Zuschauer: 395 Schiedsrichter: Antić, Jakovljević |

| 27. Januar 2019 16:00 Uhr | Viborg HK               | 26:25   | GK Kuban Krasnodar               | Vibocold Arena Viborg Zuschauer: 1.051 Schiedsrichter: Merz, Schilha |
| 27. Januar 2019 16:00 Uhr | meiste Tore: Nørgaard 7 | (15:13) | meiste Tore: Golub, Frolowa je 8 | Vibocold Arena Viborg Zuschauer: 1.051 Schiedsrichter: Merz, Schilha |
| 27. Januar 2019 16:00 Uhr | Spielbericht            |         |                                  | Vibocold Arena Viborg Zuschauer: 1.051 Schiedsrichter: Merz, Schilha |

| 2. Februar 2019 16:00 Uhr | Viborg HK              | 26:23   | Larvik HK            | Vibocold Arena Viborg Zuschauer: 1.054 Schiedsrichter: D. Martins, R. Accoto Martins |
| 2. Februar 2019 16:00 Uhr | meiste Tore: Høgdahl 6 | (11:17) | meiste Tore: Løken 5 | Vibocold Arena Viborg Zuschauer: 1.054 Schiedsrichter: D. Martins, R. Accoto Martins |
| 2. Februar 2019 16:00 Uhr | Spielbericht           |         |                      | Vibocold Arena Viborg Zuschauer: 1.054 Schiedsrichter: D. Martins, R. Accoto Martins |

| 3. Februar 2019 15:00 Uhr | GK Kuban Krasnodar   | 28:29   | ES Besançon                                | Dworez sporta Olimp, Krasnodar Zuschauer: 1.800 Schiedsrichter: Ben-Dan, Faran |
| 3. Februar 2019 15:00 Uhr | meiste Tore: Golub 9 | (15:15) | meiste Tore: Bouquet, Dupuis, Lévêque je 5 | Dworez sporta Olimp, Krasnodar Zuschauer: 1.800 Schiedsrichter: Ben-Dan, Faran |
| 3. Februar 2019 15:00 Uhr | Spielbericht         |         |                                            | Dworez sporta Olimp, Krasnodar Zuschauer: 1.800 Schiedsrichter: Ben-Dan, Faran |

| 9. Februar 2019 16:00 Uhr | Larvik HK              | 23:23   | GK Kuban Krasnodar                | Boligmappa Arena Larvik, Larvik Zuschauer: 435 Schiedsrichter: Jaškins, Žabko |
| 9. Februar 2019 16:00 Uhr | meiste Tore: Andenæs 5 | (11:12) | meiste Tore: Skorobogattschenko 7 | Boligmappa Arena Larvik, Larvik Zuschauer: 435 Schiedsrichter: Jaškins, Žabko |
| 9. Februar 2019 16:00 Uhr | Spielbericht           |         |                                   | Boligmappa Arena Larvik, Larvik Zuschauer: 435 Schiedsrichter: Jaškins, Žabko |

| 10. Februar 2019 18:00 Uhr | ES Besançon           | 26:29   | Viborg HK                            | Palais des Sports, Besançon Zuschauer: 3.300 Schiedsrichter: Duplyj, Pobedryna |
| 10. Februar 2019 18:00 Uhr | meiste Tore: Dupuis 8 | (14:14) | meiste Tore: Nørgaard, Haugsted je 7 | Palais des Sports, Besançon Zuschauer: 3.300 Schiedsrichter: Duplyj, Pobedryna |
| 10. Februar 2019 18:00 Uhr | Spielbericht          |         |                                      | Palais des Sports, Besançon Zuschauer: 3.300 Schiedsrichter: Duplyj, Pobedryna |

### Gruppe D
| Pl. | Land                          | Sp. | S | U | N | Tore      | Diff. | Punkte |
| --- | ----------------------------- | --- | - | - | - | --------- | ----- | ------ |
| 1.  | ŽRK Podravka Koprivnica       | 6   | 4 | 0 | 2 | 0160:1540 | +6    | 08:40  |
| 2.  | Nykøbing Falster Håndboldklub | 6   | 3 | 1 | 2 | 0151:1450 | +6    | 07:50  |
| 3.  | SCM Craiova                   | 6   | 2 | 1 | 3 | 0126:1360 | −10   | 05:70  |
| 4.  | BM Bera Bera                  | 6   | 2 | 0 | 4 | 0170:1720 | −2    | 04:80  |

|  | Qualifikationsplatz für das Viertelfinale |

| 5. Januar 2019 19:15 Uhr | SCM Craiova                  | 18:12 | Nykøbing Falster Håndboldklub      | Sala Polivalentă din Craiova, Craiova Zuschauer: 4.000 Schiedsrichter: Macho, Hájek |
| 5. Januar 2019 19:15 Uhr | meiste Tore: Ianași, Šerić 4 | (9:6) | meiste Tore: Nolsøe, E. Westberg 3 | Sala Polivalentă din Craiova, Craiova Zuschauer: 4.000 Schiedsrichter: Macho, Hájek |
| 5. Januar 2019 19:15 Uhr | Spielbericht                 |       |                                    | Sala Polivalentă din Craiova, Craiova Zuschauer: 4.000 Schiedsrichter: Macho, Hájek |

| 6. Januar 2019 18:00 Uhr | ŽRK Podravka Koprivnica      | 32:29   | BM Bera Bera                     | Gimnazija Fran Galović, Koprivnica Zuschauer: 2.200 Schiedsrichter: Doychinov, Goretsov |
| 6. Januar 2019 18:00 Uhr | meiste Tore: Tschigirinowa 6 | (15:14) | meiste Tore: Cardoso de Castro 8 | Gimnazija Fran Galović, Koprivnica Zuschauer: 2.200 Schiedsrichter: Doychinov, Goretsov |
| 6. Januar 2019 18:00 Uhr | Spielbericht                 |         |                                  | Gimnazija Fran Galović, Koprivnica Zuschauer: 2.200 Schiedsrichter: Doychinov, Goretsov |

| 12. Januar 2019 18:00 Uhr | BM Bera Bera            | 32:21   | SCM Craiova            | Polideportivo Artaleku, Irun Zuschauer: 2.600 Schiedsrichter: Lindenbaum, Laron |
| 12. Januar 2019 18:00 Uhr | meiste Tore: Arderíus 6 | (18:10) | meiste Tore: Vizitiu 7 | Polideportivo Artaleku, Irun Zuschauer: 2.600 Schiedsrichter: Lindenbaum, Laron |
| 12. Januar 2019 18:00 Uhr | Spielbericht            |         |                        | Polideportivo Artaleku, Irun Zuschauer: 2.600 Schiedsrichter: Lindenbaum, Laron |

| 13. Januar 2019 18:00 Uhr | Nykøbing Falster Håndboldklub | 24:28   | ŽRK Podravka Koprivnica | POWER ARENA, Nykøbing Falster Zuschauer: 1223 Schiedsrichter: Vranes, Wenninger |
| 13. Januar 2019 18:00 Uhr | meiste Tore: Wallén 6         | (10:13) | meiste Tore: Debelić 8  | POWER ARENA, Nykøbing Falster Zuschauer: 1223 Schiedsrichter: Vranes, Wenninger |
| 13. Januar 2019 18:00 Uhr | Spielbericht                  |         |                         | POWER ARENA, Nykøbing Falster Zuschauer: 1223 Schiedsrichter: Vranes, Wenninger |

| 18. Januar 2019 19:30 Uhr | SCM Craiova           | 23:26   | ŽRK Podravka Koprivnica | Sala Polivalentă din Craiova, Craiova Zuschauer: 3.000 Schiedsrichter: A. Smailagic, S. Smailagic |
| 18. Januar 2019 19:30 Uhr | meiste Tore: Ianăși 6 | (10:10) | meiste Tore: Debelić 7  | Sala Polivalentă din Craiova, Craiova Zuschauer: 3.000 Schiedsrichter: A. Smailagic, S. Smailagic |
| 18. Januar 2019 19:30 Uhr | Spielbericht          |         |                         | Sala Polivalentă din Craiova, Craiova Zuschauer: 3.000 Schiedsrichter: A. Smailagic, S. Smailagic |

| 19. Januar 2019 15:00 Uhr | Nykøbing Falster Håndboldklub | 31:26   | BM Bera Bera           | POWER ARENA, Nykøbing Falster Zuschauer: 1.002 Schiedsrichter: Backović, Palačković |
| 19. Januar 2019 15:00 Uhr | meiste Tore: Housheer 10      | (13:15) | meiste Tore: Karsten 7 | POWER ARENA, Nykøbing Falster Zuschauer: 1.002 Schiedsrichter: Backović, Palačković |
| 19. Januar 2019 15:00 Uhr | Spielbericht                  |         |                        | POWER ARENA, Nykøbing Falster Zuschauer: 1.002 Schiedsrichter: Backović, Palačković |

| 26. Januar 2019 14:30 Uhr | ŽRK Podravka Koprivnica                  | 23:18  | SCM Craiova                          | Gimnazija Fran Galović, Koprivnica Zuschauer: 2.000 Schiedsrichter: Nowikow, Roschkow |
| 26. Januar 2019 14:30 Uhr | meiste Tore: Debelić, Tschigirinowa je 5 | (13:9) | meiste Tore: Ianăși, Trifunović je 4 | Gimnazija Fran Galović, Koprivnica Zuschauer: 2.000 Schiedsrichter: Nowikow, Roschkow |
| 26. Januar 2019 14:30 Uhr | Spielbericht                             |        |                                      | Gimnazija Fran Galović, Koprivnica Zuschauer: 2.000 Schiedsrichter: Nowikow, Roschkow |

| 26. Januar 2019 17:00 Uhr | BM Bera Bera            | 28:36   | Nykøbing Falster Håndboldklub | Polideportivo Municipal José Antonio Gasca, Donostia-San Sebastián Zuschauer: 1.700 Schiedsrichter: M. Bennani, S. Bennani |
| 26. Januar 2019 17:00 Uhr | meiste Tore: Arderíus 6 | (17:20) | meiste Tore: Lagerquist 11    | Polideportivo Municipal José Antonio Gasca, Donostia-San Sebastián Zuschauer: 1.700 Schiedsrichter: M. Bennani, S. Bennani |
| 26. Januar 2019 17:00 Uhr | Spielbericht            |         |                               | Polideportivo Municipal José Antonio Gasca, Donostia-San Sebastián Zuschauer: 1.700 Schiedsrichter: M. Bennani, S. Bennani |

| 3. Februar 2019 12:00 Uhr | BM Bera Bera           | 32:26   | ŽRK Podravka Koprivnica | Polideportivo Municipal José Antonio Gasca, Donostia-San Sebastián Zuschauer: 1.350 Schiedsrichter: Argyridis, Mouttas |
| 3. Februar 2019 12:00 Uhr | meiste Tore: Karsten 8 | (13:12) | meiste Tore: Holešová 6 | Polideportivo Municipal José Antonio Gasca, Donostia-San Sebastián Zuschauer: 1.350 Schiedsrichter: Argyridis, Mouttas |
| 3. Februar 2019 12:00 Uhr | Spielbericht           |         |                         | Polideportivo Municipal José Antonio Gasca, Donostia-San Sebastián Zuschauer: 1.350 Schiedsrichter: Argyridis, Mouttas |

| 3. Februar 2019 18:00 Uhr | Nykøbing Falster Håndboldklub | 20:20 | SCM Craiova          | POWER ARENA, Nykøbing Falster Zuschauer: 1.178 Schiedsrichter: E. Vitaku, A. Vitaku |
| 3. Februar 2019 18:00 Uhr | meiste Tore: Olsen 4          | (8:9) | meiste Tore: Tătar 5 | POWER ARENA, Nykøbing Falster Zuschauer: 1.178 Schiedsrichter: E. Vitaku, A. Vitaku |
| 3. Februar 2019 18:00 Uhr | Spielbericht                  |       |                      | POWER ARENA, Nykøbing Falster Zuschauer: 1.178 Schiedsrichter: E. Vitaku, A. Vitaku |

| 9. Februar 2019 17:30 Uhr | ŽRK Podravka Koprivnica      | 25:28   | Nykøbing Falster Håndboldklub      | Gimnazija Fran Galović, Koprivnica Zuschauer: 2.200 Schiedsrichter: Mertinian, Syrepisios |
| 9. Februar 2019 17:30 Uhr | meiste Tore: Tschigirinowa 7 | (11:14) | meiste Tore: Housheer, Nolsøe je 9 | Gimnazija Fran Galović, Koprivnica Zuschauer: 2.200 Schiedsrichter: Mertinian, Syrepisios |
| 9. Februar 2019 17:30 Uhr | Spielbericht                 |         |                                    | Gimnazija Fran Galović, Koprivnica Zuschauer: 2.200 Schiedsrichter: Mertinian, Syrepisios |

| 10. Februar 2019 13:00 Uhr | SCM Craiova            | 26:23   | BM Bera Bera                      | Sala Polivalentă din Craiova, Craiova Zuschauer: 1.800 Schiedsrichter: Satordžija, Pandžić |
| 10. Februar 2019 13:00 Uhr | meiste Tore: Vizitiu 7 | (13:11) | meiste Tore: Cardoso de Castro 10 | Sala Polivalentă din Craiova, Craiova Zuschauer: 1.800 Schiedsrichter: Satordžija, Pandžić |
| 10. Februar 2019 13:00 Uhr | Spielbericht           |         |                                   | Sala Polivalentă din Craiova, Craiova Zuschauer: 1.800 Schiedsrichter: Satordžija, Pandžić |

## Viertelfinale
Für die Viertelfinalspiele bekamen die jeweils Gruppenersten einen Gruppenzweiten zugelost. Die Gruppenersten haben im Rückspiel das Heimrecht. Es gab bei der Auslosung keine Einschränkungen mehr, das heißt, auch Mannschaften aus dem gleichen Land konnten einander zugelost werden. Die Auslosung fand am 12. Februar 2019 statt.

### Qualifizierte Teams
| - Team Esbjerg - Herning-Ikast Håndbold - Nykøbing Falster Håndboldklub - Viborg HK | - Storhamar Håndball - ŽRK Podravka Koprivnica - Siófok KC - GK Kuban Krasnodar |

| Mannschaft 1                                 | Mannschaft 2                       | Hinspiel             | Rückspiel            | Gesamt  |
| -------------------------------------------- | ---------------------------------- | -------------------- | -------------------- | ------- |
| Storhamar Håndball Riegelhuth 16             | Siófok KC Nze Minko 12             | 03.03.2019 18:00 Uhr | 10.03.2019 17:00 Uhr | 55 : 63 |
| Storhamar Håndball Riegelhuth 16             | Siófok KC Nze Minko 12             | 24 : 31 (12 : 13)    | 31 : 32 (15 : 23)    | 55 : 63 |
| Storhamar Håndball Riegelhuth 16             | Siófok KC Nze Minko 12             | 1.151 Zuschauer      | 1.200 Zuschauer      | 55 : 63 |
| Herning-Ikast Håndbold Friis 15              | ŽRK Podravka Koprivnica Ichnewa 11 | 01.03.2019 19:00 Uhr | 10.03.2019 17:00 Uhr | 52 : 50 |
| Herning-Ikast Håndbold Friis 15              | ŽRK Podravka Koprivnica Ichnewa 11 | 34 : 26 (17 : 12)    | 18 : 24 (06 : 12)    | 52 : 50 |
| Herning-Ikast Håndbold Friis 15              | ŽRK Podravka Koprivnica Ichnewa 11 | 1.300 Zuschauer      | 2.000 Zuschauer      | 52 : 50 |
| GK Kuban Krasnodar Matlaschowa, Dudina je 10 | Team Esbjerg Ingstad 13            | 03.03.2019 16:00 Uhr | 10.03.2019 13:00 Uhr | 55 : 74 |
| GK Kuban Krasnodar Matlaschowa, Dudina je 10 | Team Esbjerg Ingstad 13            | 24 : 37 (15 : 14)    | 31 : 37 (20 : 21)    | 55 : 74 |
| GK Kuban Krasnodar Matlaschowa, Dudina je 10 | Team Esbjerg Ingstad 13            | 2.000 Zuschauer      | 1.348 Zuschauer      | 55 : 74 |
| Nykøbing Falster Håndboldklub Housheer 9     | Viborg HK Nørgaard 13              | 03.03.2019 16:30 Uhr | 09.03.2019 14:00 Uhr | 39 : 52 |
| Nykøbing Falster Håndboldklub Housheer 9     | Viborg HK Nørgaard 13              | 20 : 28 (11 : 16)    | 19 : 24 (09 : 19)    | 39 : 52 |
| Nykøbing Falster Håndboldklub Housheer 9     | Viborg HK Nørgaard 13              | 2.325 Zuschauer      | 1.501 Zuschauer      | 39 : 52 |

## Halbfinale
Die Halbfinalspiele wurden ebenfalls am 12. Februar 2019 ausgelost.
| Mannschaft 1                    | Mannschaft 2                       | Hinspiel             | Rückspiel            | Gesamt  |
| ------------------------------- | ---------------------------------- | -------------------- | -------------------- | ------- |
| Siófok KC Kobetić 15            | Viborg HK Strömberg 9              | 06.04.2019 17:00 Uhr | 14.04.2019 14:00 Uhr | 53 : 51 |
| Siófok KC Kobetić 15            | Viborg HK Strömberg 9              | 28 : 24 (15 : 12)    | 25 : 27 (11 : 12)    | 53 : 51 |
| Siófok KC Kobetić 15            | Viborg HK Strömberg 9              | 1.200 Zuschauer      | 1.431 Zuschauer      | 53 : 51 |
| Herning-Ikast Håndbold Fauske 8 | Team Esbjerg Polman, Liščević je 8 | 06.04.2019 17:00 Uhr | 14.04.2019 13:00 Uhr | 36 : 53 |
| Herning-Ikast Håndbold Fauske 8 | Team Esbjerg Polman, Liščević je 8 | 20 : 23 (10 : 12)    | 16 : 30 (08 : 20)    | 36 : 53 |
| Herning-Ikast Håndbold Fauske 8 | Team Esbjerg Polman, Liščević je 8 | 986 Zuschauer        | 1.530 Zuschauer      | 36 : 53 |

## Finale
Es nahmen die zwei Sieger aus dem Halbfinale teil. Das Hinspiel fand am 5. Mai 2019 statt. Das Rückspiel fand am 11. Mai 2019 statt.

### Ausgeloste Spiele und Ergebnisse
| Mannschaft 1                       | Mannschaft 2                       | Hinspiel           | Rückspiel          | Gesamt  |
| ---------------------------------- | ---------------------------------- | ------------------ | ------------------ | ------- |
| Team Esbjerg Liščević, Polman je 9 | Siófok KC Nze Minko, Kobetić je 12 | 05.05.19 15:00 Uhr | 11.05.19 20:30 Uhr | 42 : 47 |
| Team Esbjerg Liščević, Polman je 9 | Siófok KC Nze Minko, Kobetić je 12 | 21 : 21 (12 : 10)  | 21 : 26 (10 : 14)  | 42 : 47 |
| Team Esbjerg Liščević, Polman je 9 | Siófok KC Nze Minko, Kobetić je 12 | 2.556 Zuschauer    | 1.200 Zuschauer    | 42 : 47 |

### Hinspiel
Team Esbjerg – Siófok KC  21 : 21 (12 : 10)
5. Mai 2019 in Esbjerg, Blue Water Dokken, 2.556 Zuschauer.
Team Esbjerg: Toft, Granlund – Solberg (6), Breistøl (5), Liščević  (3), Polman (3), Ingstad   (2), Røsberg Jacobsen (1), Vestergaard (1), Frafjord , Halilcevic, Jensen, Jónsdóttir, Jørgensen , Danielsson, Nielsen
Siófok KC: Solberg, Dedu – Kobetić   (6), Nze Minko (5), González (4), Ježić   (3), Aoustin (1), Böhme (1), Elghaoui (1), Barkoczi, Janjušević, Chmyrowa, Perianu   , Such, Wald
Schiedsrichter:  Denis Bolić, Christoph Hurich

### Rückspiel
Siófok KC – Team Esbjerg  26 : 21 (14 : 10)
11. Mai 2019 in Siófok, Kiss Szilárd Sportcsarnok, 1.200 Zuschauer.
Siófok KC: Solberg, Dedu – Nze Minko (7), Kobetić  (6), Aoustin (5), González   (3), Böhme  (2), Ježić (2), Elghaoui   (1), Barkoczi, Janjušević, Chmyrowa, Perianu , Such, Wald
Team Esbjerg: Toft, Granlund – Liščević (6), Polman  (6), Røsberg Jacobsen (5), Solberg  (2), Jørgensen   (1), Danielsson (1), Breistøl  , Frafjord, Halilcevic, Ingstad, Jensen, Jónsdóttir, Vestergaard, Nielsen
Schiedsrichter:  Jiří Opava, Pavel Valek

## Statistiken

### Torschützenliste
Die Torschützenliste zeigt die drei besten Torschützinnen des EHF-Pokals der Frauen 2018/19.
Zu sehen sind die Nation der Spielerin, der Name, die Position, der Verein, die gespielten Spiele, die Tore und die Ø-Tore.
| Pl. | Nation     | Spieler           | Pos. | Verein                 | Sp. | Tore | Ø    |
| --- | ---------- | ----------------- | ---- | ---------------------- | --- | ---- | ---- |
| 1.  | Kroatien   | Andrea Kobetić    | (RL) | Siófok KC              | 12  | 75   | 6,25 |
| 2.  | Norwegen   | Helene Fauske     | (RM) | Herning-Ikast Håndbold | 10  | 70   | 7,00 |
| 3.  | Frankreich | Estelle Nze Minko | (RM) | Siófok KC              | 12  | 65   | 5,42 |